# Station Malang
Station Malang is een spoorwegstation in Malang in de Indonesische provincie Oost-Java.

## Bestemmingen
- Gajayana naar Station Gambir
- Malabar naar Station Bandung
- Malioboro Express naar Station Yogyakarta
- Mutiara Selatan naar Station Bandung
- Jayakarta SGU–ML v.v. naar Station Surabaya Gubeng
- Majapahit naar Station Pasar Senen
- Jayabaya naar Station Pasar Senen via Station Surabaya Gubeng en Station Surabaya Pasarturi
- Matarmaja naar Station Pasar Senen via Station Madiun-Station Semarang Tawang
- Tawang Alun naar Station Banyuwangi Baru
- Penataran en Tumapel naar Station Surabaya Kota